# مايكل تيملين
مايكل تيملين (بالإنجليزية: Michael Timlin)‏، من مواليد 19 مارس 1985 في لامبيث في إنجلترا، لاعب كرة قدم إيرلندي.
بدأ مسيرته الكروية مع نادي فولهام الإنجليزي في عام 2004، وهو يلعب معهم حتى الآن، وفي عام 2006 أعير إلى نادي سكونثورب يونايتد الإنجليزي، ولعب معهم مباراة واحدة، وفي عام 2006 أعير إلى نادي دونكاستر روفرز الإنجليزي، ولعب معهم 3 مباريات، وفي عام 2007 أعير إلى نادي سويندون تاون، ولعب معهم 24 مباراة وسجل هدف واحد.

## روابط خارجية
- مايكل تيملين على موقع قاعدة بيانات كرة القدم.إي يو (الإنجليزية)
- مايكل تيملين على موقع Soccerbase.com (لاعب) (الإنجليزية)
- مايكل تيملين على موقع كووورة